# Minicia
Minicia Thorell, 1875 è un genere di ragni appartenente alla famiglia Linyphiidae.

## Distribuzione
Le dodici specie oggi attribuite a questo genere sono state rinvenute nella regione paleartica: la specie dall'areale più ampio è la M. marginella, reperita in varie località dell'intera regione.
In Italia settentrionale sono stati reperiti esemplari di M. candida e di M. marginella.

## Tassonomia
Considerato un sinonimo anteriore di Flagellicymbium Schmidt, 1975, a seguito di un lavoro sulla specie tipo Flagellicymbium gomerae Schmidt, 1975 eseguito dall'aracnologo Wunderlich nel 1979.
A dicembre 2011, si compone di 12 specie e 1 sottospecie:
- Minicia alticola Tanasevitch, 1990 — Georgia
- Minicia candida Denis, 1946 — Europa
  - Minicia candida obscurior Denis, 1963 — Francia
- Minicia caspiana Tanasevitch, 1990 — Azerbaigian
- Minicia elegans Simon, 1894 — Algeria
- Minicia floresensis Wunderlich, 1992 — Isole Azzorre
- Minicia gomerae (Schmidt, 1975) — Isole Canarie
- Minicia grancanariensis Wunderlich, 1987 — Isole Canarie
- Minicia kirghizica Tanasevitch, 1985 — Asia Centrale
- Minicia marginella (Wider, 1834)[4] — Regione paleartica
- Minicia pallida Eskov, 1995 — Russia, Kazakhstan
- Minicia teneriffensis Wunderlich, 1979 — Isole Canarie
- Minicia vittata Caporiacco, 1935 — Kashmir

### Sinonimi
- Minicia picoensis Wunderlich, 1992; questi esemplari, rinvenuti nelle isole Azzorre, a seguito di un lavoro degli aracnologi Borges & Wunderlich del 2008, sono stati riconosciuti sinonimi di M. floresensis Wunderlich, 1992[1].

### Specie trasferite
- Minicia exarmata Eskov, 1989; trasferita al genere Eskovia Marusik & Saaristo, 1999.
- Minicia gibbosa Sørensen, 1898; trasferita al genere Hybauchenidium Holm, 1973.
- Minicia strandi (Ermolajev, 1937); questi esemplari, reperiti in Russia, sono stati trasferiti al genere Tanasevitchia Marusik & Saaristo, 1999.
- Minicia uralensis Tanasevitch, 1983; trasferita al genere Tanasevitchia Marusik & Saaristo, 1999.